# Agnès de Montferrat
Agnès de Montferrat ( c. 1187 - 1207/1208) est la première impératrice couronnée de l'Empire latin de Constantinople, épouse d'Henri de Hainaut, empereur latin de Constantinople.

## Famille
Agnès est la fille de Boniface de Montferrat, fondateur du royaume de Thessalonique, et de sa première épouse Helena del Bosco, fille du marquis Anselmo de Bosco.
Elle est la sœur cadette du marquis Guillaume VI de Montferrat et de Béatrice de Montferrat, épouse de Henri II del Carretto, marquis de Savone. Elle est également la demi-sœur aînée de Démétrios de Montferrat, roi de Thessalonique.

## Mariage
Selon Geoffroi de Villehardouin, Agnès réside en Lombardie jusqu'à ce que son père la convoque à Thessalonique en 1206. Le chroniqueur décrit Agnès comme « très sage et très belle ». Boniface envoie Othon de la Roche auprès de l'empereur Henri Ier de Constantinople pour lui proposer un mariage avec Agnès, ce qu'il accepte. Le but de cette union est de construire une nouvelle alliance entre Boniface et Henri contre Kaloyan de Bulgarie.
Agnès est escortée à Constantinople par Geoffroi de Villehardouin lui-même et Milon le Bréban. Le 4 février 1207, Agnès, couronnée impératrice, épouse l'empereur. Selon Geoffroi de Villehardouin, le mariage a lieu à Sainte-Sophie, le dimanche suivant la Chandeleur. Le festin a lieu au palais de Boucoléon.
Geoffroi de Villehardouin rapporte qu'en septembre 1207, Henri informe son beau-père qu'Agnès est enceinte. Sa chronique se terminant par la mort de Boniface le 4 septembre 1207, elle ne fait pas état de la conclusion de la grossesse. Comme il ne semble plus y avoir de mention d'Agnès, elle est considérée comme étant morte en couches, probablement avec son enfant.